# Klippa
Klippa is een Nederlands softwarebedrijf dat in 2015 werd opgericht in Groningen. Het bedrijf specialiseert zich in de digitalisering en automatisering van documentverwerking met behulp van kunstmatige intelligentie, waaronder Optical character recognition (OCR). Het primaire doel van Klippa is het verminderen van omslachtige papierstromen en administratieve processen binnen bedrijven en organisaties. Het bedrijf opereert naar eigen zeggen volledig CO2-neutraal en zet zich in voor het minimaliseren van de ecologische impact van bedrijfsprocessen.

## Activiteiten en technologie
Klippa ontwikkelt softwareoplossingen die bedrijven ondersteunen bij het efficiënter verwerken van documenten, zoals facturen, bonnetjes, contracten en identiteitsbewijzen. Door middel van machinaal leren en OCR-technologie helpt het bedrijf bij het voorkomen van fouten en fraude, terwijl het tegelijkertijd tijdsbesparing en procesoptimalisatie biedt. Klippa’s software wordt gebruikt in diverse sectoren, waaronder de financiële dienstverlening, horeca en de bouwsector.

### Internationale uitbreiding
Hoewel Klippa zijn wortels in Nederland heeft, heeft het bedrijf een internationaal karakter en verkoopt het zijn software in meer dan dertig landen. Naast het hoofdkantoor in Groningen heeft Klippa een vestiging in Amsterdam. In 2020 kondigde het bedrijf zijn uitbreiding naar de Verenigde Staten aan, waarbij het zich richtte op bedrijven in accounting, hospitality en de bouwsector.

## Overname door SER Group
In 2025 werd Klippa overgenomen door de Duitse SER Group, een bedrijf op het gebied van automatische documentverwerking. SER Group is eigendom van de private-equityonderneming Carlyle. De overname markeerde een belangrijke stap voor Klippa en haar oprichters, die het bedrijf in 2015 begonnen in een Gronings studentenhuis.